# Selo D. Luís (perfil)
D. Luís, de perfil foi uma emissão base portuguesa introduzida em 1880 para substituir os chamados fita direita e que se veio a provar muito impopular e por isso circulou durante um período limitado. Foi substituída pela emissão de D.Luís de frente
A efígie e a gravura foram desenhadas por João Pedroso Gomes da Silva. O primeiro selo emitido, o de 25 reis cinzento, foi inspirado nos selos italianos de 1863 com o retrato de Vitor Emanuel II. Como não existia qualquer retrato de D. Luís I na Casa da Moeda, teve o artista que o idealizar, não conseguindo representar a parecença do soberano. Este foi o principal motivo pelo qual muito desagradaram os selos.
Dada a má aceitação, fez-se com a possível urgência, novos cunhos com base num retrato, emitindo-se então selos de 5 reis preto, 25 reis violeta e 50 reis azul, mas também estes estavam destinados ao fracasso.
Foram reimpressos em 1885 e 1905.